# Birinci Nügədi
Birinci Nügədi (hay còn là Birindzhi-Nyugedi, Nyugedi Pervoye, Nyugedi Pervyye, Nyugedy, và Pervyye Nyugedy) là một ngôi làng đô thị thuộc vùng Quba của Azerbaijan.